# St Bartholomew’s Hospital

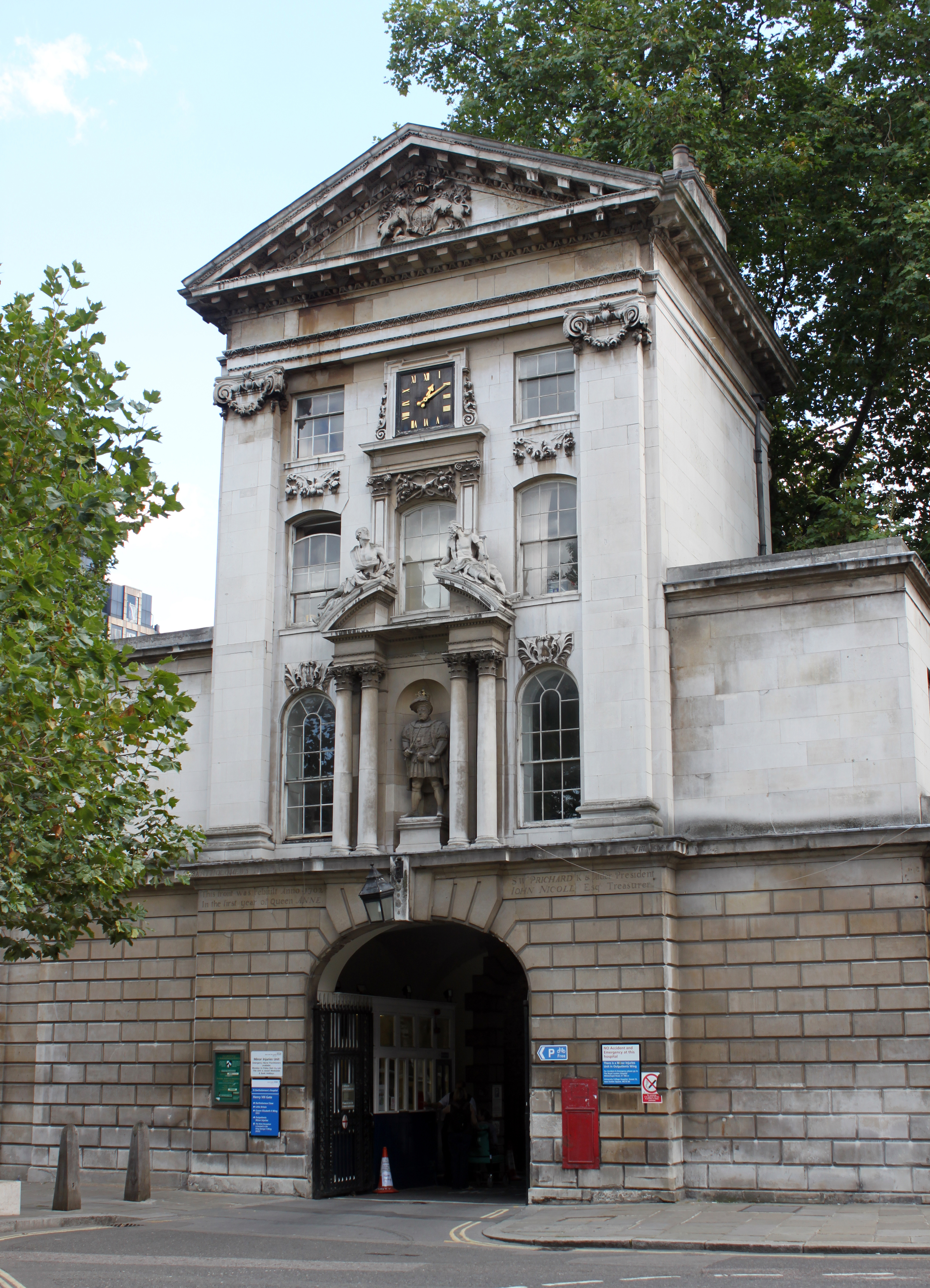
Haupteingang des St Bartholomew’s Hospital, mit der Statue von Henry VIII. über dem Tor

St. Bartholomew’s Hospital um 1910

Das St Bartholomew’s Hospital (auch kurz als St. Bartholomew’s und Barts bekannt) ist ein Lehrkrankenhaus in London. Es befindet sich im nordwestlichen Teil der City of London, nahe der St Paul’s Cathedral. Das im Jahr 1123 gegründete Krankenhaus ist das älteste Londons und Großbritanniens. St Barts verfügt über 388 Betten und wird vom National Health Service geführt. Mit dem Queen Mary College der University of London besteht eine enge Partnerschaft.

## Geschichte
Das Bartholomäushospital „Barts“ wurde im Jahr 1123 durch Rahere, einem Höfling und Günstling von König Henry I., gegründet. Rahere soll während einer Pilgerreise nach Rom eine Vision des Apostels Bartholomäus gehabt haben, der ihn aufforderte, ein Krankenhaus zu gründen. Im selben Jahr erfolgte auch die Gründung der benachbarten Stiftskirche St Bartholomew-the-Great. Die Auflösung der englischen Klöster hatte zwar keine Auswirkungen auf den eigentlichen Krankenhausbetrieb, doch geriet Barts durch den Verlust der Einnahmequellen in eine schwierige finanzielle Situation. Im Dezember 1546 ließ König Henry VIII. das Krankenhaus neu gründen und unterzeichnete eine Vereinbarung, die Barts an die City of London übertrug. Im Januar 1547 ausgestellte Letters Patent bestätigten diesen Vorgang und übertrugen neue Einnahmequellen. Der offizielle, aber wenig gebräuchliche Titel des Krankenhauses lautete „House of the Poore in West Smithfield in the suburbs of the City of London of Henry VIII's Foundation“.
1567 wurde Roderigo Lopes als erster Arzt fest angestellt. Barts entging 1666 dem Großen Brand von London, doch zahlreiche Immobilien im Besitz des Krankenhauses wurden zerstört, so dass wegen Geldmangels vorübergehend mehrere Abteilungen geschlossen werden mussten. Ab den 1730er Jahren baute James Gibbs das Krankenhaus vollständig neu, mit vier identischen Häuserblocks rund um einen zentralen Platz. Den Anfang machte 1732 der Nordflügel, gefolgt vom Südflügel 1740 (im Jahr 1937 abgebrochen) und dem Westflügel 1752. Den Abschluss bildete 1769 der von ihm entworfene und nach seinem Tod erbaute Ostflügel. Als einziges mittelalterliches Gebäude blieb der angrenzende Kirchturm erhalten. William Hogarth malte zwischen 1735 und 1737 zwei Wandbilder im großen Treppenhaus, Darstellungen des Teichs von Bethesda und des Barmherzigen Samariters.
1843 erfolgte die Gründung des St Bartholomew’s Hospital Medical College, in der Ärzte ausgebildet werden. Diese Ausbildungsstätte ist seit 1995 in das Queen Mary College integriert. 1994 entstand eine Schule für Krankenpflege und Geburtshilfe (St Bartholomew’s School of Nursing and Midwifery), die seit 1995 in die City University integriert ist. Seit 1948 ist das Krankenhaus Teil des National Health Service. Eine Gedenktafel an der Wand des Krankenhausgebäudes erinnert an den schottischen Unabhängigkeitskämpfer William Wallace, der 1305 in unmittelbarer Nähe hingerichtet wurde.
1993 kam der umstrittene Tomlinson-Report zum Schluss, dass im Zentrum Londons ein Überangebot an Krankenhäusern herrsche. Die Schließung des St Bartholomew’s Hospital konnte zwar nach einer breit abgestützten öffentlichen Kampagne abgewendet werden, doch 1995 musste die Notaufnahme geschlossen werden. 1998 bestätigte die Regierung, dass Barts als spezialisiertes Zentrum für Onkologie und Kardiologie bestehen bleiben werde.

## Krankenhausmuseum
Das Barts Museum erläutert die Geschichte des Krankenhauses und dessen Arbeit im Bereich der Krankenpflege. Die Sammlung des Museums umfasst historische Operationsbestecke, bis in die Zeit des Mittelalters zurückreichende Archive sowie mehrere Kunstwerke, darunter Gemälde von William Hogarth. Das Museum befindet sich unter dem Bogengang des Nordflügels und ist jeweils dienstags bis freitags geöffnet. Es gehört zum Museumsverbund London Museums of Health & Medicine.

## Sherlock Holmes und Dr. Watson
Barts und insbesondere eines seiner Chemielabore ist der Ort, an dem im 1887 erschienenen Roman Eine Studie in Scharlachrot von Arthur Conan Doyle die Hauptfiguren Sherlock Holmes und Dr. Watson sich erstmals begegnen.
In mehreren Episoden der Fernsehserie Sherlock ist die Leichenhalle des Barts Schauplatz.

## Bekannte Absolventen desSt Bartholomew’s Hospital Medical College
- Der Mitbegründer der modernen Pathologie, Sir James Paget (1814–1899) stammte aus einer kinderreichen Familie und studierte ab 1834 am St Bartholomew’s Hospital Medical College Chirurgie und unterrichtete später selbst als Dozent dort. Als Christ vertrat Paget schon damals öffentlich die Meinung, es gäbe keinen Konflikt zwischen Wissenschaft und Religion. Zwei Krankheitsbilder wurden nach ihm benannt; Paget-Karzinom und das Paget-von-Schroetter-Syndrom. Später wird er persönlicher Chirurg von Queen Victoria, die ihn in den Adelsstand erhebt.[5]
- Der Mediziner Sir William Turner (1832–1916) und spätere Rektor der The University of Edinburgh studierte zwischen 1850 und 1854 am St Bartholomew’s Hospital Medical College, fast zeitgleich mit seinem Studienfreund
- dem Physiologen George Rolleston (1829–1881), der sein Studium dort 1851 aufnahm und ab 1860 der erste Linacre-Professor für Physiologie am Oxford University Museum of Natural History wurde.
- Der Lyriker Robert Bridges (1844–1930) durchlief von 1871 bis 1874 seine Ausbildung zum Arzt am St Bartholomew’s Hospital Medical College und arbeitet dort anschließend mehrere Jahre. Er arbeitete unter anderem als Notfall-Arzt hielt 1879 in einem scharfen Report für Annalen des Krankenhauses fest, dass er in seiner Funktion innerhalb des Jahres 1878 30.940 Patienten gesehen habe und zwischen einer und 28 Minuten pro Patient Zeit gehabt habe, diesen zu behandeln.[6]
- Der jamaikanische Olympiasieger Arthur Wint (1920–1992), studierte, neben seiner Karriere als Leichtathlet, zwischen 1947 und 1955 am St Bartholomew’s Hospital Medical College. Während dieser Zeit gewann er bei den Olympischen Sommerspielen 1948 in London Gold beim 400-Meter-Lauf – was ihm 1952 bei den Olympischen Sommerspielen im Olympiastadion Helsinki erneut gelang.[7]